# Italo Allodi
Italo Allodi (Asiago, 13 aprile 1928 – Firenze, 3 giugno 1999) è stato un dirigente sportivo e calciatore italiano, di ruolo centrocampista.

## Biografia
Figlio di un ferroviere e di una casalinga, da giovane fu giocatore professionista militando come centrocampista nel Gladiator di Santa Maria Capua Vetere, nel Forlì e nel Parma; abbandonò ben presto i campi di gioco perché non riuscì mai a valicare la Serie C.
Dopo aver lasciato gli studi per diventare giornalista, accettò un lavoro offertagli da Albino Tagliavini, suo ex presidente al Suzzara, come piazzista per la sua ditta di prodotti petroliferi. In seguito, nella stagione 1956-1957 venne chiamato da un suo ex compagno di squadra parmigiano, Edmondo Fabbri, al Mantova per diventarne allenatore in seconda, in contemporanea al ruolo di segretario amministrativo. In questo doppio ruolo, contribuì a portare la squadra dalla IV Serie al campionato di Serie A nel giro di quattro anni.
Nel 1959 Angelo Moratti lo volle all'Inter, dove inizialmente ebbe la stessa mansione segretariale. Venne presto promosso a direttore sportivo nerazzurro e, in questo ruolo, nel corso degli anni 60 fu tra i cardini, assieme al summenzionato Moratti e all'allenatore Helenio Herrera, del mito della Grande Inter. Una volta lasciato il club milanese in coincidenza con la fine della presidenza Moratti, nel 1970 venne chiamato dalla famiglia Agnelli alla Juventus, col compito di ristrutturare una società reduce da un decennio globalmente incolore sul piano sportivo. Da general manager bianconero, nel successivo triennio seguì la crescita dirigenziale del giovane presidente Giampiero Boniperti e contribuì a gettare le basi della squadra che nel quindicennio a venire farà incetta di scudetti, di cui i primi due arrivati proprio sotto la gestione Allodi.
Dopo una parentesi di otto anni in seno alla FIGC, in cui fu anche tra gli ideatori del corso per il patentino di allenatore, negli anni Ottanta tornò a lavorare per squadre di club con la Fiorentina prima e il Napoli poi. In particolare con la società azzurra, dove rimase tra il 1985 e il 1987, costruì con il presidente Corrado Ferlaino e il giovane dirigente Pierpaolo Marino la squadra artefice del primo scudetto partenopeo; non riuscì tuttavia a godersi appieno quest'ultimo successo, poiché il 12 gennaio 1987 era stato colpito da un ictus che lo aveva convinto ad abbandonare definitivamente il calcio.
Morì nel 1999, all'età di 71 anni, a causa di uno scompenso cardiocircolatorio; lasciò la moglie Franca e il figlio Cristiano. Nel 2017 è stato incluso nella Hall of Fame del calcio italiano.

## Carriera da dirigente
- 1955-1959 Mantova
- 1959-1968 Inter
- 1970-1973 Juventus
- 1974-1982 Responsabile del Centro Tecnico Federale Luigi Ridolfi
- 1982-1985 Fiorentina
- 1985-1987 Napoli

## Controversie
Definito un «corruttore» dal giornalista Gianpaolo Ormezzano, Allodi fu accusato dal giornalista inglese Brian Glanville di aver corrotto o tentato di corrompere gli arbitri delle semifinali di Coppa dei Campioni nel triennio 1964-1966 e ancora nel 1973, e quelli di varie partite disputate dalla nazionale italiana durante il periodo 1974-1982. Tali imputazioni non trovarono mai alcun riscontro in sede giudiziaria.
Coinvolto inizialmente nello scandalo del calcio italiano del 1986, ne uscì scagionato sia in primo grado sia in appello.